# وی‌پورت
وی‌پورت (به هلندی: Weipoort) یک منطقهٔ مسکونی در هلند است که در زوترواده واقع شده‌است. وی‌پورت ۱٫۱۵ کیلومتر مربع مساحت و ۳۹۰ نفر جمعیت دارد.